# Kildare (Wisconsin)
Kildare – miasto w Stanach Zjednoczonych, w stanie Wisconsin, w hrabstwie Juneau.